# Jonathan Ball (bóng đá)
Jonathan Ball (sinh ngày 6 tháng 1 năm 1985) là một cầu thủ bóng đá người Bermuda, hiện tại thi đấu cho PHC Zebras.

## Sự nghiệp câu lạc bộ
Ball từng là một phần của Bermuda Hogges ở USL Second Division kể từ năm 2008.
Vào tháng 11 năm 2013, Ball được bầu chọn làm chủ tịch PHC Zebras khi còn đang thi đấu cho câu lạc bộ.

## Sự nghiệp quốc tế
Anh có màn ra mắt cho Bermuda vào tháng 12 năm 2007 trong trận giao hữu trước Saint Kitts & Nevis và có tổng cộng 4 lần ra sân, không ghi được bàn nào.
Trận đấu quốc tế cuối cùng của anh là vào tháng 6 năm 2008 trong trận giao hữu trước Barbados.